# Pasha Parfeni
Pavel Parfeni (művésznevén: Pasha Parfeni, Őrhely, 1986. május 30. – ) moldáv énekes, zeneszerző. Ő képviselte Moldovát a 2012-es Eurovíziós Dalfesztiválon Bakuban a Lăutar című dalával, majd 2023-ban Liverpoolban a Soarele și luna című dalával.

## Magánélete
Őrhelyen született, fiatal kora óta a zene veszi körül. Édesanyja zongoratanár volt a helyi zeneiskolában, édesapja énekel és gitározik. Őrhelyen fiatalon zongorázni tanult, majd 2002-ben beiratkozott a Tiraspoli Zeneművészeti Főiskolára. 2006-tól az Állami Zene-, Színház- és Képzőművészeti Főiskolán folytatta zenei tanulmányait.

## Pályafutása
2008-ban csatlakozott a SunStroke Project együtteshez, Anton Ragozához és Szergej Sztyepanovhoz, akiknek szükségük volt egy énekesre. 2009-ben a zenekar benevezett a 2009-es Eurovíziós Dalfesztivál moldovai nemzeti válogatóversenyére, ahol a harmadik helyezést érték el a No Crime című dalukkal, amelyet Parfeni szerzett. Ugyanebben az évben kilépett a SunStroke Projectből, hogy szólókarrierbe kezdjen. Helyét Sergei Yalovitsky töltötte be.
Szólóművészként számos versenyen és zenei fesztiválon vett részt. 2009 májusában a George Grigoriu Nemzetközi Popzenei Fesztiválon 23 előadó közül első helyezést ért el, melynek fődíja egy Volkswagen Passat volt. Néhány hónappal később, júliusban második helyezést ért el a 2009-es Slavianski Bazaarban a Svecia Gorela, Dac-ai Fi és a We Are The Champions dalokkal. Míg az orosz versenyzővel, Dima Danilenkóval szemben alulmaradt, 6000 dollárnak megfelelő pénzdíjat nyert. Ugyanebben az évben részt vett a romániai Mamaia Versenyen, ahol első helyezést ért el a You Do Not See The Sky című dalával, amelyet Andrew Tudor írt. A 2009-es Golden Stag Fesztiválra is benevezett, de nem nyert.

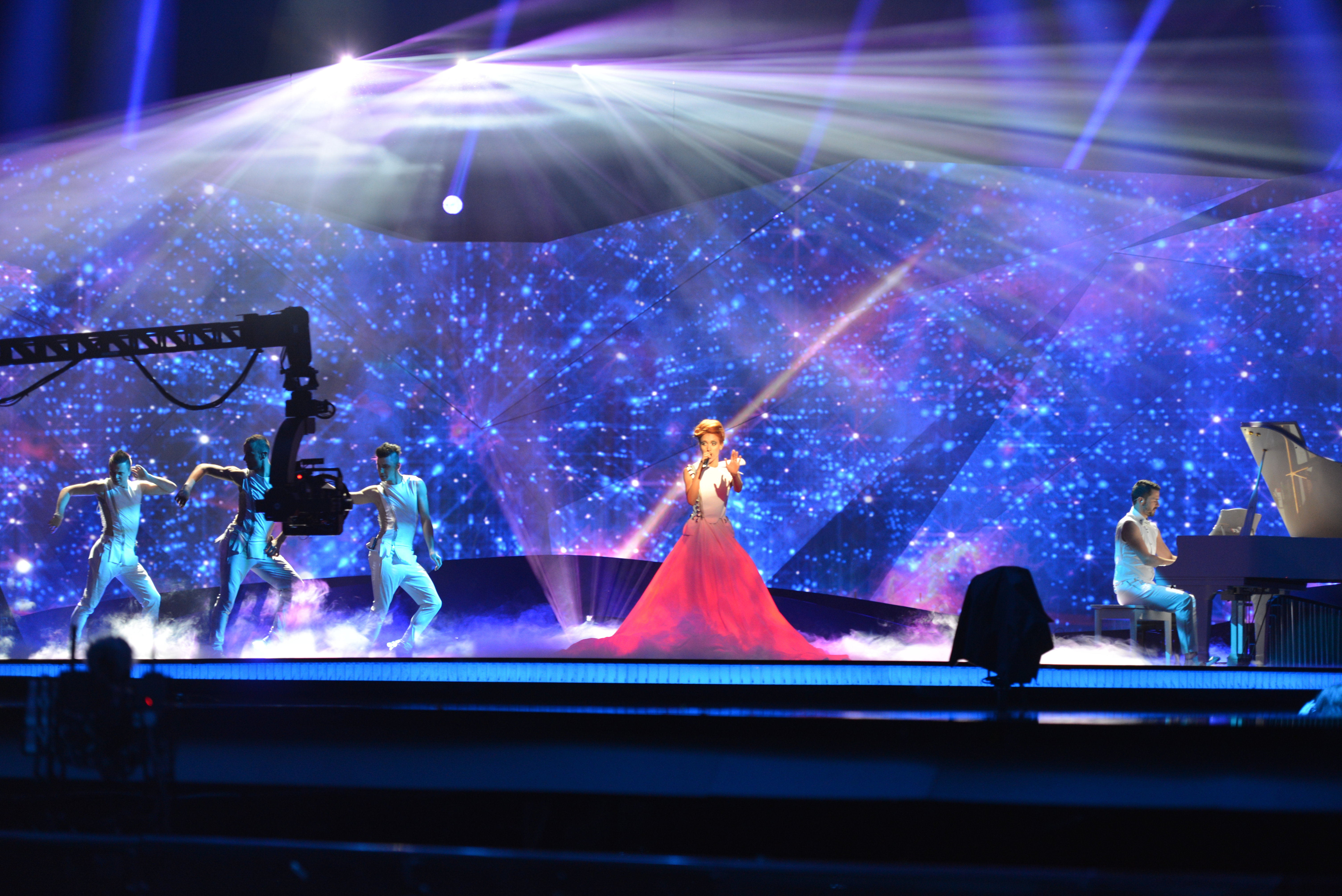
A 2013-as Eurovíziós Dalfesztiválon (a zongoránál)

2010-ben benevezett szóló előadóként benevezett a moldáv eurovíziós nemzeti válogatóba. A döntőben a második helyen végzett You Should Like című dalával. Érdekesség, hogy ebben az évben korábbi együttese, a SunStroke Project (Olia Tirával együttműködve) nyert. A következő évben, ismét részvevője volt a döntőnek, ahol Dorule című dalával harmadik helyezést ért el. 2012-ben sikerült megnyernie a moldáv döntőt, így ő képviselhette hazáját Bakuban. Lăutar című dalával az elődöntőből ötödik helyezettként jutott tovább a döntőbe, ahol tizenegyedik helyen zárta a versenyt 81 ponttal. A következő évben szerzője volt a moldáv eurovíziós dalnak, az O mie-nek. Malmőben ő kísérte a zongorán Aliona Moont. Érdekesség, hogy egy évvel korábban Moon az egyik háttérénekese volt a bakui Eurovíziós Dalfesztiválon.
2020-ban ismét szerepelta moldáv döntőben, ahol a My Wine dalával a második helyezett lett. 2023-ban Soarele și luna dalával másodjára nyerte meg a moldáv döntőt, így tizenegy év után ő képviselhette Moldovát az Eurovíziós Dalfesztiválon. Először a május 9-én rendezett első elődöntőben versenyzett, ahonnan továbbjutott a május 13-i döntőbe és a tizennyolcadik helyen végzett.